# BZN
De Band Zonder Naam, kortweg BZN, was een Nederlandse popgroep uit Volendam die tussen 1966 en 2007 bestond. Hun hits waren meestal Engelstalig, maar BZN heeft ook Franstalige hits gekend. De laatste jaren zong de groep in het Nederlands. De band was vooral populair in Nederland, maar ook in Vlaanderen, Zuid-Afrika (negen met platina beloonde albums), Roemenië en regionaal in Duitsland. 
Wereldwijd zijn ongeveer vijf miljoen platen van deze band verkocht, waarvan het grootste gedeelte in Nederland. In Nederland is BZN veruit de best verkopende albumband aller tijden, en hebben ze als enige meer dan dertig jaar elk jaar onafgebroken in de albumtop gestaan (1977-2008). Op single-niveau heeft BZN het op twee na hoogste aantal Top-40-hits (55, waarvan 22 in de top 10) en zijn ze de enige artiest die 26 jaar achtereen minstens een hit in de Top 40 hadden (1973-1998). In de Single Top 100 en voorgangers heeft BZN 59 hits gehad. In de loop van zijn bestaan is de band wereldwijd met 88 gouden en (dubbel)platina platen beloond.

## Biografie

### De eerste jaren 1966–1976

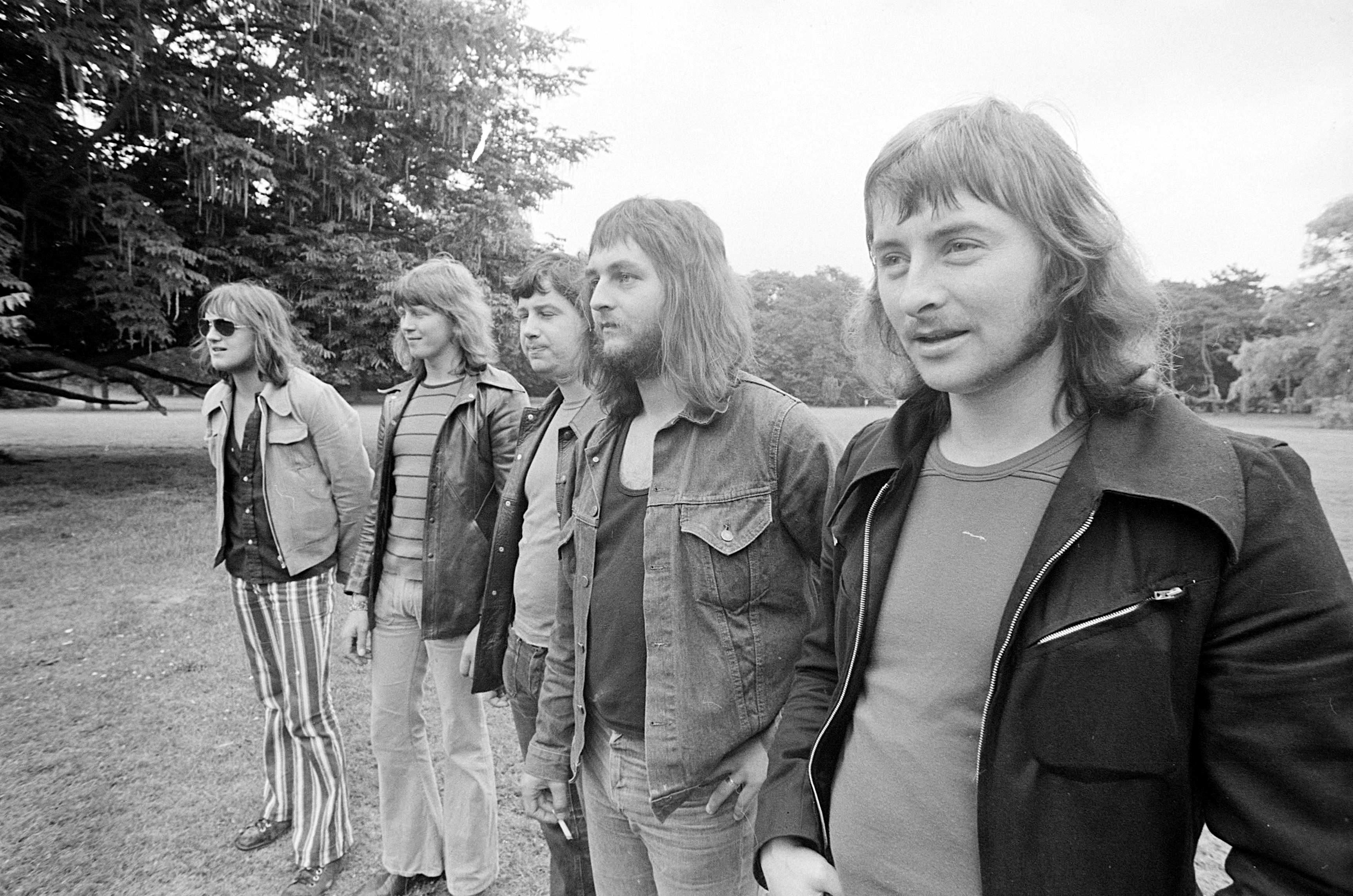
Fotoshoot en filmopnamen van BZN in het Linnaeushof, 1974

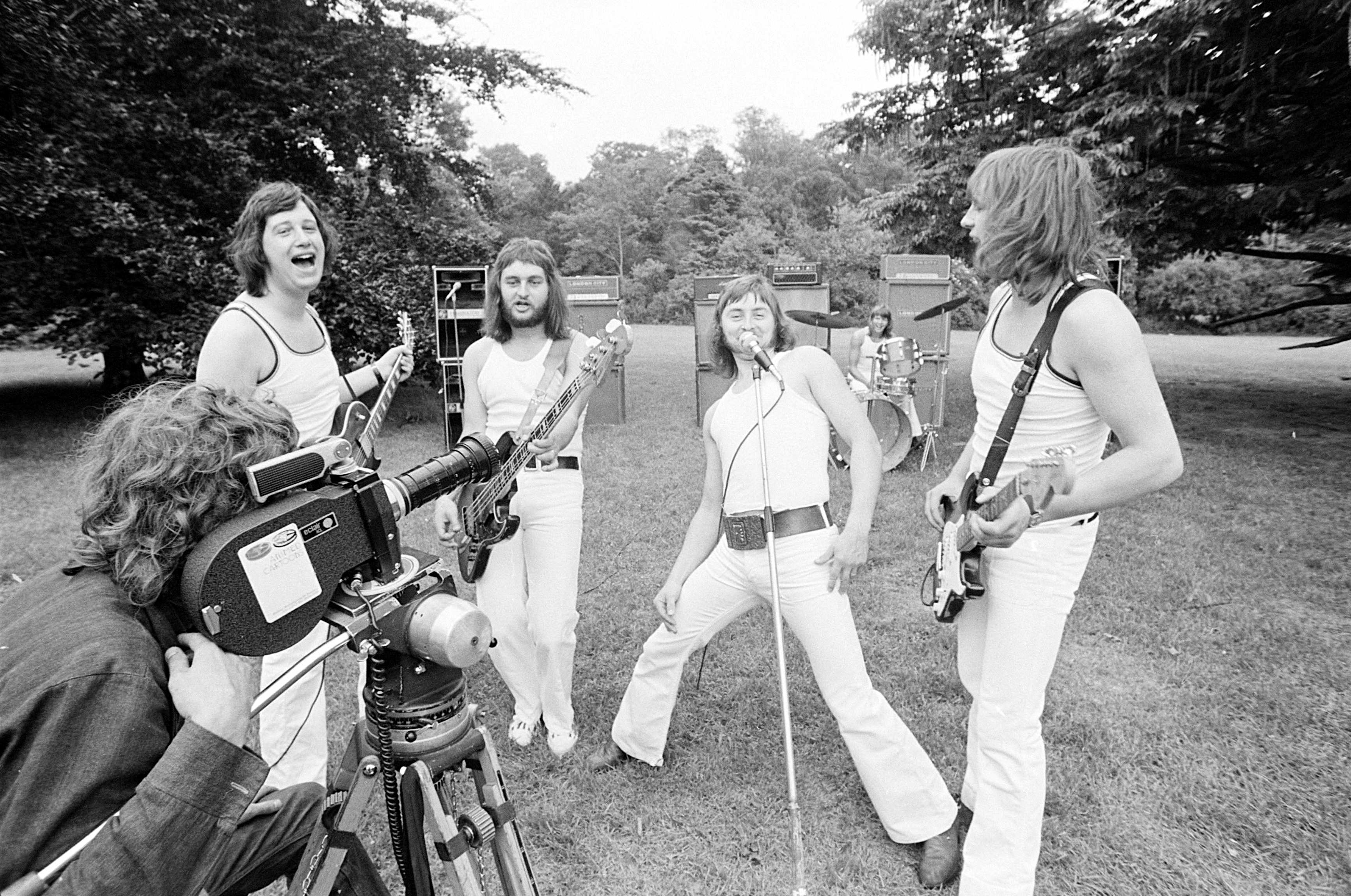

Naar aanleiding van een succesvol optreden in een jeugdhonk werd de groep in 1966 opgericht door Jan Veerman (zang), Jan Tuijp (basgitaar), Gerrit Woestenburg, Evert Woestenburg en Cees Tol (gitaar).
Omdat ze geen naam konden verzinnen, nam de groep de naam aan waarmee ze in de Volendamse volksmond toen al bekend waren geraakt (Band Zonder Naam '66, of BZN'66). Het jaar ervoor speelde de vriendenclub Tuijp, Woestenburg en Tol, al samen, maar een echt professionele band waren ze niet. Als oprichtingsdatum hiervan wordt op de BZN-website 1 juli 1965 aangehouden. Gerrit Woestenburg stapte al in 1966 uit de groep, omdat hij de muziekactiviteiten niet kon combineren met zijn studie. Hij werd vervangen door de erg jonge Jaap Sombroek. In 1969 werd Evert Woestenburg om dezelfde reden vervangen door Thomas Tol. De groep scoorde al snel enkele bescheiden hitjes. Muzikaal gezien verschoof de groep in deze periode steeds meer in de richting van de hardrock-muziek, terwijl hun muziek daarvoor vooral op die van bands als The Shadows leek. Deze muziek sloeg aardig aan na een tour door Zweden en Groot-Brittannië.
Omdat het echte succes uitbleef, werd in 1974 besloten de muzikale stijl opnieuw om te gooien en de hardrock te vervangen door gemakkelijk in het gehoor liggende liedjes, rockelementen bleven in de daaropvolgende nummers nog wel goed hoorbaar. Zanger en medeoprichter Jan Veerman paste niet meer in deze stijl en moest noodgedwongen de groep verlaten. Zijn plaats werd ingenomen door Jan Keizer, die toen al enkele jaren drummer van de groep was als vervanger van Jaap Sombroek. Nieuwkomer Jack Veerman nam de vrijgekomen plaats achter het drumstel in.
Het jaar 1975 en het begin van 1976 konden ook niet echt succesvol genoemd worden. Goodbye Sue werd geen grote hit en hun laatste op rock gebaseerde single, Djadja, kwam zelfs niet verder dan de Tipparade. Inkomsten voor de band waren er amper, en het echte succes bleef uit. Het beeld dat Cees Tol schetst in het boek BZN twintig jaar muziek, ging rond die tijd voor bijna alle BZN-leden op: 

Op een gegeven moment had ik nog geen achthonderd gulden in de maand om van rond te komen. Ik liep met oude troep aan mijn lijf en m'n jassen verdienden dat woord niet. Zo'n rotzooi droeg ik. We zagen het echt niet meer zitten. De bedelaarsstaf kwam al dichter en dichter bij. [...] Schulden hadden we zat, het was om er wanhopig van te worden. Ik ging uit pure ellende muzieklessen geven op een Mavo in Edam. Op die manier kreeg ik toch nog wat geld binnen.

Nadat in de lente van 1976 een optreden in een kerk met een gastzangeres erg succesvol was, werd besloten een zangeres als tweede vocalist bij de groep te zoeken. Dit was de laatste poging om door te breken; als dit niet lukte, zou BZN na 10 jaar definitief de handdoek in de ring gooien. Jack Veerman over dit gebeuren in het boek BZN twintig jaar muziek: 

En er verscheen weer zo'n zangeres die niet geschikt was. We werden wanhopig. Ik stelde voor om dat jonge grietje toch maar langs te laten komen. Het ging om Anny Schilder. Ik belde haar op en vroeg of zij nog zong. Ja natuurlijk, was haar antwoord. [...] Op de dag van de repetitie belde ik Anny voor alle zekerheid op: An, je komt toch wel, he. We staan op je te wachten. Toen kwam de aap uit de mouw. Ze durfde niet en na lang praten lukte het mij om haar over te halen.

### De doorbraak 1976–1984
Het nieuwe geluid van BZN, dat al snel bekendstond als 'palingsound', was meteen een groot succes. De single Mon amour, een liedje dat al jarenlang op de plank lag maar nooit was opgenomen omdat het niet paste binnen het repertoire, werd na aanvankelijke twijfel bij de BZN-producers door Rob Out tot alarmschijf benoemd en stond korte tijd later op nummer 1 in de Nederlandse hitparades. De single ging in totaal 130.000 keer over de toonbank. Ook in België stond het nummer op 1. BZN bleek redelijk succesvol in Vlaanderen, ook na Mon amour. Voor de bandleden was dit een onbeschrijflijk moment. Cees Tol in het boek BZN twintig jaar muziek: 

Jan Keizer en ik zaten op de Mavo toen bekend werd dat Mon amour op de eerste plaats stond. Niet te geloven. En tegen de leerkracht: We gaan ervandoor. [...] Driekwart van de klas snapte niet wat we daarmee bedoelden. Jan Tuijp, door geldgebrek een baan als leraar begonnen: Ik gaf met pijn en moeite twee weken nog les, daarna ging het niet meer. Als ik de klas binnenkwam zong het hele stel in koor "Mon amour". Van lesgeven kwam dan niet zoveel. Daar moest mee worden gekapt en wel zo snel mogelijk.

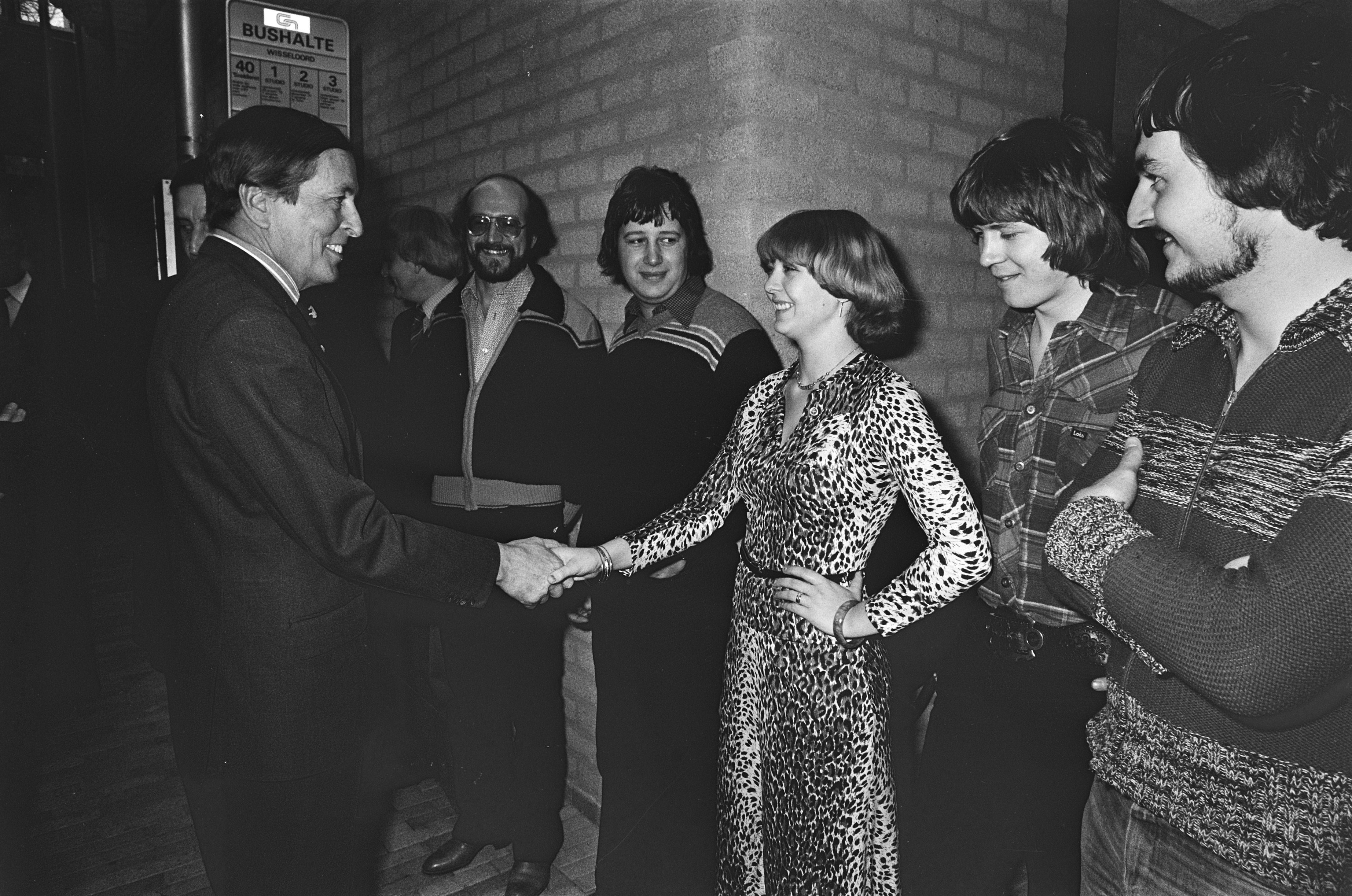
Prins Claus feliciteert BZN (1978)

Mon amour betekende het begin van een lange periode waarin vrijwel alle uitgebrachte singles grote hits werden. Het repertoire uit de rock-periode werd terzijde geschoven, (dat de Rockliefhebbers op hun beurt de band voorgoed vaarwel zeiden, werd daarbij genomen voor wat het was) en er werd nieuw werk geschreven en geproduceerd. Het harde werken werd rijkelijk beloond: maar liefst twintig singles volgden in de 10 jaar na Mon amour; zeventien hiervan werden toptienhits. In 1980 had BZN alleen in de Nederlandse Top 40 zijn tweede nummer-1-hit met het nummer Pearlydumm. In de Nationale Hitparade kwam het niet verder dan de derde plaats.
Ook albums van BZN verkochten in die tijd goed. De enorme populariteit van de band begin jaren 80 liet zich onder andere vertalen in een platina muziekcassette voor het album Grootste Hits uit 1980, goed voor 100.000 verkochte exemplaren. Dat was de enige muziekcassette waarvoor ooit platina is gegeven in de Nederlandse muziekgeschiedenis. Datzelfde album werd op lp ruim 280.000 keer verkocht. Ook werd in 1981 een kerstalbum uitgebracht. De verkoopcijfers overtroffen alle verwachtingen: het werd bijna 300.000 keer verkocht. In 1982 presenteerde de groep als eerste Nederlandse band een verzamelalbum op cd, in plaats van de tot dan toe gebruikelijke lp. Anny Schilder werd hiermee de eerste zangeres ter wereld, die op een cd te beluisteren was, en BZN de eerste popgroep.

### Wisseling van zangeres 1984

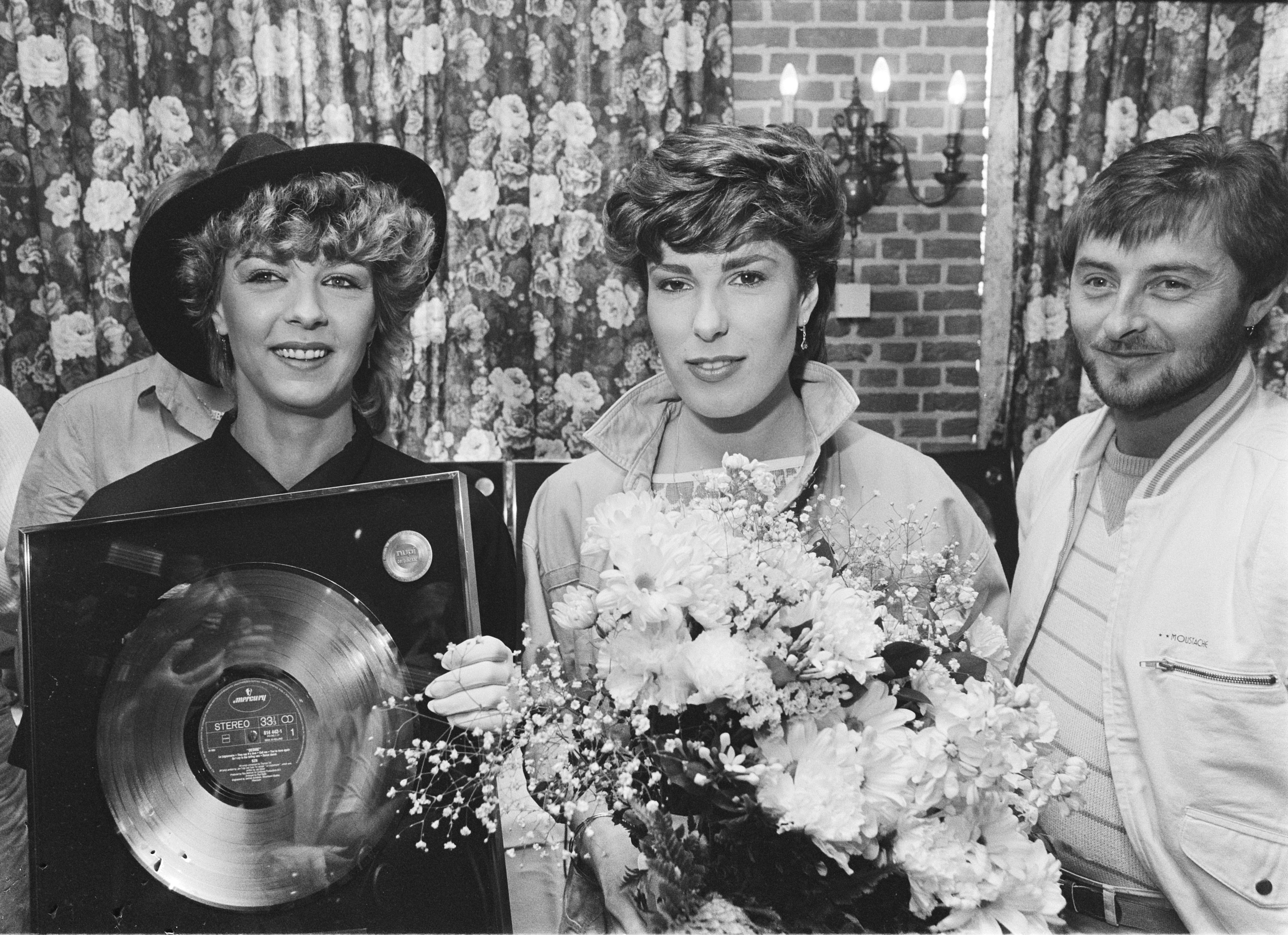
Schilder, Smit & Keizer (1984)

Begin 1984 verliet Anny Schilder de groep om meer tijd aan haar gezin te kunnen besteden en korte tijd later aan een tamelijk succesvolle solocarrière te beginnen. Schilder nam in Nijmegen afscheid van de groep en de fans. De bandleden dachten dat dit het einde was van BZN, maar er werd een geschikte opvolger gevonden in de persoon van de destijds 20-jarige Carola Smit. Wat andere bands in het verleden de kop had gekost – wisseling van een leadzanger(es) – leverde BZN weinig problemen op. Het succes van de band kon met de nieuwe zangeres voor jaren worden gehandhaafd. Met Carola daalden de single-posities iets, maar de albumposities verbeterden wat. De eerste hit met Carola, If I say the words, belandde op een vierde plek in zowel de Top 40 als de Nationale Hitparade. Toch gaf Jan Keizer aan dat er wel verschillen tussen Anny en Carola zijn. In het boek BZN twintig jaar muziek zegt hij onder meer het volgende hierover:

Naar mijn mening heeft Carola ook een groter stembereik dan Anny. Het onderscheid in geluid ten opzichte van Anny is miniem. [...] Toch is er een behoorlijk verschil in stemmen van Anny en Carola, maar je moet in dit vak zitten om dat te kunnen horen.

Voor de NCRV werden live-opnamen gemaakt vanuit de Evenementenhal in Groningen van het album Reflections onder de titel "BZN '84".

### 1985–1994
Toen in 1985 Canada werd bezocht voor clipopnames, vielen de Franstalige nummers van BZN direct in de smaak bij de plaatselijke bevolking. In 1986 werd het album Chanson d'Amour in Canada uitgebracht, wat resulteerde in een Canadese platina plaat. In datzelfde jaar vierde BZN haar twintigjarig jubileum met een groot openluchtconcert in Volendam. Ruim 40.000 fans waren hierbij aanwezig.

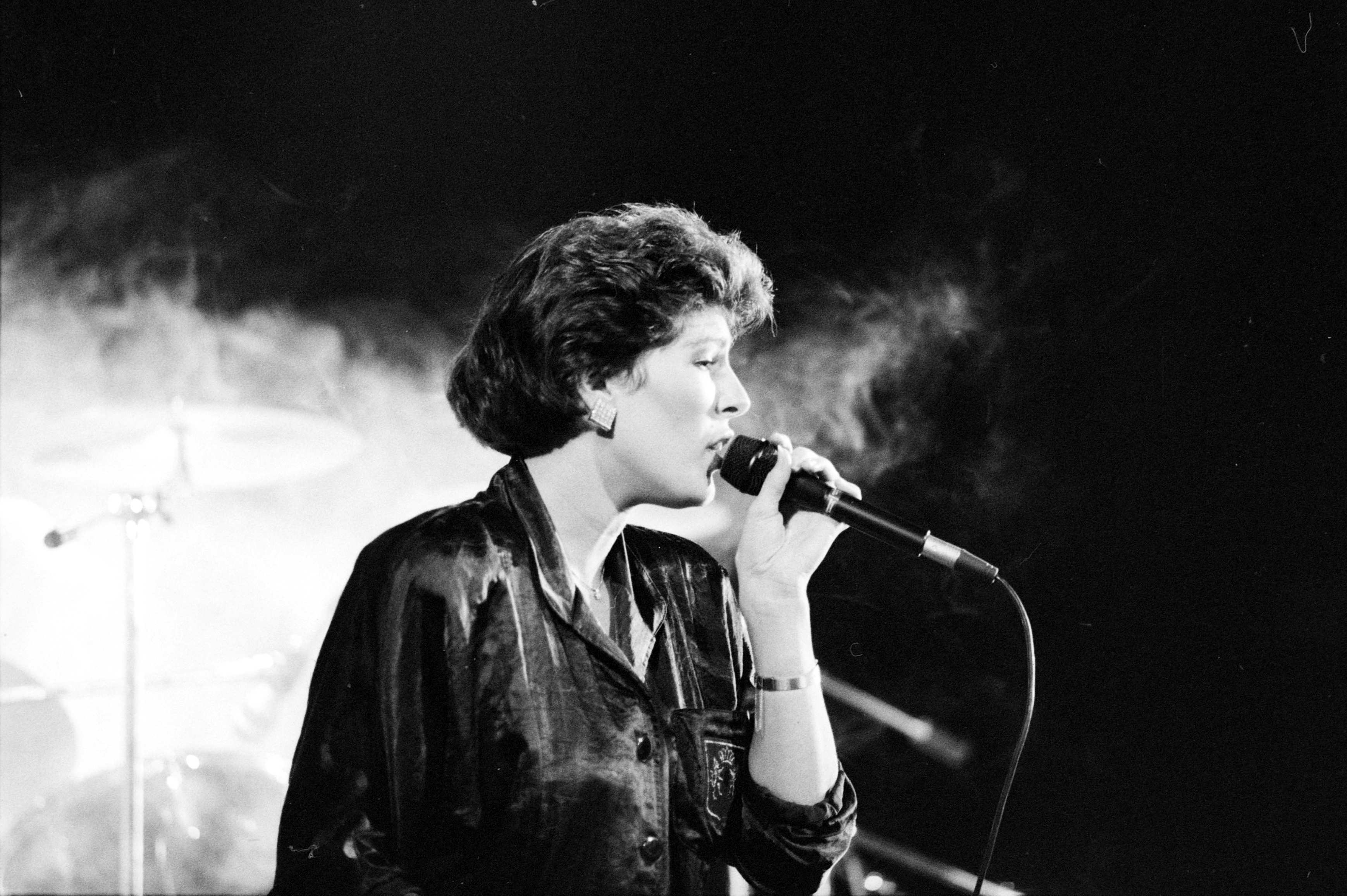
Concert BZN in IJmuiden, 29-10-1987

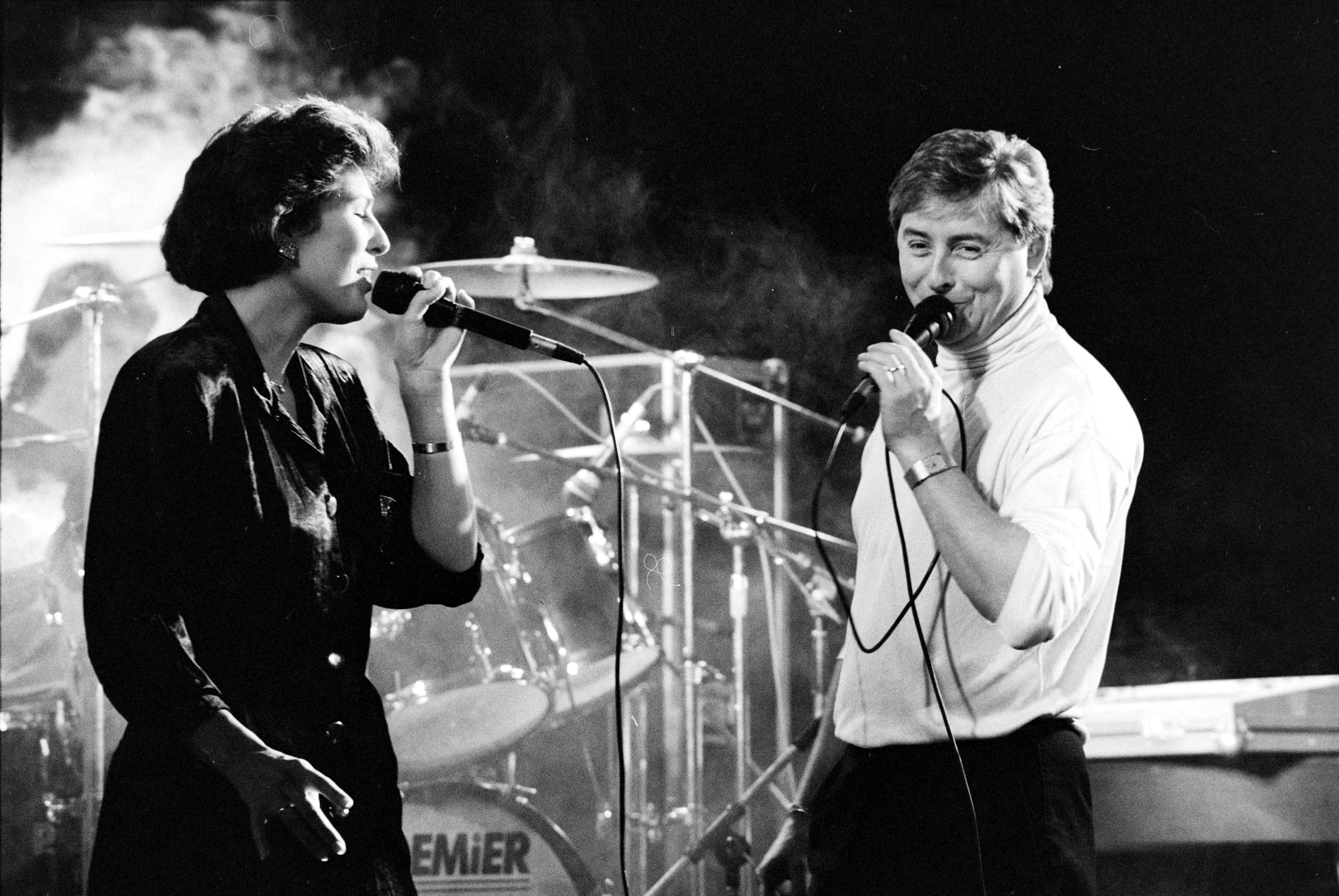

Zangeres Carola werd op 20 april 1987 getroffen door een herseninfarct. Er was grote onzekerheid over het voortbestaan van BZN. Zo stonden op verschillende voorpagina's van kranten koppen als: Komt Anny terug?, en er werd ook druk gespeculeerd over een eventuele nieuwe zangeres. De band dacht dat dit het einde van BZN moest zijn. Echter, na een voorspoedige revalidatie stond Smit na vijf maanden alweer op het podium. Toch heeft de rechtshandige zangeres sindsdien bewegingsproblemen met de rechterhelft, en heeft ook altijd met zingen de microfoon noodgedwongen in de linkerhand moeten vasthouden. Vooral de eerste jaren stond zij vrij wankel op het podium, en in de eerste maanden strooiden roadies zand op het podium om te voorkomen dat zij uitgleed. Ter ere van haar herstel organiseerde de TROS in Hattem een grootse huldiging. De kaarten voor het eerste concert na deze periode waren binnen een uur uitverkocht. Vervolgens scoorde de formatie direct weer een top-10- hit met Amore en het nieuwe album Visions werd binnen korte tijd dubbelplatina.
Voorjaar 1988 verlieten kort na elkaar de broers Cees en Thomas Tol de groep. Zij deden dit omdat naar eigen zeggen De karakters gingen botsen en ook de vele optredens werden te veel. Ruim een jaar later scoorden zij solo als Tol & Tol een nummer-1-hit met het nummer Eleni. Ze werden in BZN vervangen door Dirk van der Horst (ex-Dizzy Man's Band) en Dick Plat (ex-Left Side, ex-Canyon). Het was ook het jaar waarin een regulier BZN-album voor het eerst op cd verscheen, naast de tot dan toe gebruikelijke lp. Na een ietwat moeilijke start met de twee nieuwkomers, kwam in 1989 het album Crystal gazer uit. Dit werd in een dag goud en platina.
BZN bracht eind jaren 80 ook albums uit in Zuid-Afrika. In 1990 ging BZN een special opnemen in Kenia, en hierna werd Zuid-Afrika aangedaan voor een reeks concerten. In de twee weken tijd dat BZN in dit land was, werd ieder tv- en radioprogramma aangedaan. Dit bezoek was zo'n groot succes (60.000 fans hebben de concerten bijgewoond) dat ervoor werd gekozen in 1991, 1993 en 2004 terug te keren voor concerten in dit land.
In 1991 bestond de groep 25 jaar. Hoe populair de band begin jaren 90 was, werd duidelijk tijdens het jubileumconcert. Bijna 50.000 mensen volgden in het centrum van Volendam het openluchtconcert. Dit kon toen via het grootste mobiele televisiescherm van Europa. In alle NOS Journaals werd aandacht geschonken aan het zilveren jubileum en ook vanuit het buitenland waren cameraploegen aanwezig om de festiviteiten rondom het jubileum te registreren. Dit concert werd ook gedeeltelijk uitgezonden bij Veronica, en trok meer door 2 miljoen kijkers.
BZN heeft verscheidene malen gepoogd door te breken in Duitsland, maar op een regionaal succes in de regio rond München na, liep dit keer op keer uit op een flop. Toch had Nana Mouskouri ooit een hit in Duitsland met het BZN-nummer Twilight. Zij is niet de enige die BZN-liederen heeft gecoverd: Mireille Mathieu en Vicky Leandros hebben ook versies van BZN-liederen gemaakt.

### 1995–2005
Toen in 1994 het live opgenomen nummer Banjo man een van de grootste BZN-hits werd, inspireerde dit de band tot het live met publiek opgenomen album Round the Fire. Het jaar hierop vierde BZN het 30-jarig jubileum, door samen met het Groot Gala Orkest onder leiding van Harry van Hoof en enkele zangkoren een cd op te nemen, te weten A Symphonic Night. Jack Veerman, Jan Keizer en Jan Tuijp zijn op deze cd ook verantwoordelijk voor de doorbraak van Jantje Smit, die samen met Carola Smit het gevoelige Mama ten gehore bracht. In de zomer van 1997 werd Wedding bells op single uitgebracht. Het werd de vijftigste hit van BZN in de Nederlandse Top 40 en hiervoor werden zij bekroond als de meest succesvolle Nederlandse act in de geschiedenis. Wedding bells hield het in de Top 40 zeven weken vol en bereikte de zesde plaats. Het zou de laatste top 10-hit in de Nederlandse Top 40 worden. Omdat het album A Symphonic Night bij het publiek erg in de smaak viel en de band zelf naar meer verlangde, werd in 1998 A Symphonic Night II opgenomen, waaraan nu het Symphonic Night Orchestra en het Volendams Operakoor, beide onder leiding van Paul Natte, hun medewerking verleenden.
Albums werden tot 1999 bij BZN minimaal platina, maar singles scoorden niet meer als voorheen. In 1999 probeerde BZN met de single Baby Voulez-Vous? een overstap te maken naar een verjongend imago. De single met een rockachtig karakter kon echter niet worden gepromoot. Tijdens het optreden waarbij de band voor het eerst de nieuwe single wilde laten horen, kreeg zanger Jan Keizer last van zijn hart. Op aandringen van bassist Jan Tuijp ging hij naar de dokter, die hem vertelde dat hij op het nippertje ontsnapt was aan een hartinfarct. De single bereikte daardoor slechts een teleurstellende nummer 39 in de Mega Top 100 en haalde de Nederlandse Top 40 niet. Volgens vele fans had dit nummer met een goede promotie aanzienlijk hoger kunnen eindigen.
In het nieuwe millennium werd de single Where the nightingales sing samen met het album Out in the blue uitgebracht op 26 februari 2001. De single was een aangepaste tekst van het albumnummer Where the church-bells still ring en bereikte een achttiende plaats in de Top 40 en kwam op 8 in de Top 100. Een jaar later verscheen Will there be a time. Deze bleef steken op de nummer 39-positie in de Mega Top 50. Deze single, die over de bedreigde walvissen ging, werd gemaakt in overleg met het WNF. In 1990 werd al eerder een single uitgebracht met medewerking van het WNF, Over the hills, over de uitstervende olifanten. Volgens drummer Jack Veerman was dat de beste tekst die BZN heeft geschreven. De single El Cordobes was in 1989 juist een hit tégen stierenvechten. Walking in Heaven dat ook op deze cd staat, werd een bescheiden hit in Denemarken.
In 2003 verraste BZN de buitenwereld door een nieuwe omslag te maken qua repertoire. De groep ging over op Nederlandstalige nummers. Hieruit kwamen twee Nederlandstalige albums voort, te weten Leef je leven (2003) en Die mooie tijd (2005). Deze BZN-albums werden beloond met royale top 10-posities, wat ook in het verdere verleden regelmatig voorkwam. Blijkbaar viel de zoveelste omslag in het BZN-repertoire ook deze keer weer bij het publiek in de smaak.
Eind 2002 werd bij Dirk van der Horst, de eerste niet-Volendammer in de band, kanker geconstateerd. Zijn plaats werd daarom begin 2003 ingenomen door John Meijer uit Wormer. Op 22 september 2004 overleed Van der Horst op 57-jarige leeftijd in het ziekenhuis te Alkmaar. Bij de bandleden was al vanaf januari 2003 bekend dat de gezondheid van Van der Horst slecht was. Nauwelijks een jaar later overleed ook producent Roy Beltman op 59-jarige leeftijd. Hij produceerde de albums en singles voor BZN vanaf 1975.
Ter gelegenheid van het 40-jarig jubileum verscheen in het najaar van 2005 het zeer succesvolle verzamelalbum van de band met daarop in chronologische volgorde een overzicht van alle 54 Top 40-singles, getiteld The singles collection. Later verscheen deze ook in dvd-uitgave en belandde vanuit het niets direct op de eerste plaats in de Dvd Muziek Top 30. Tevens werd een jubileumshow op tv uitgezonden. Hierin ontbraken echter oud-bandleden als Anny Schilder en Cees en Thomas Tol.

### Afscheid 2006–2007
Op 15 februari 2006 maakt de formatie in een persconferentie bekend halverwege 2007 te zullen stoppen. Zanger Jan Keizer had eerder bij de band aangegeven dat hij het vanwege zijn gezondheid rustiger aan wilde doen. De groep respecteerde dit besluit en stopte derhalve na een uitgebreide afscheidstournee van ongeveer honderd concerten.
In de loop van het afscheid vonden er veel releases plaats. Hieronder een dvd-box waarop 15 BZN-specials staan (twee weken op 1 in de Dvd Top 30), de laatste single Goodbye (nummer 6 in de Single Top 100) en in mei 2007 werd de band verrast met een officiële Nederlandse postzegel. Eerder werd een BZN-parfum uitgebracht.
Op 4 mei 2007 overleed de 61-jarige Jacques Hetsen, een van de managers van de band, plotseling aan de gevolgen van een hersenbloeding. Hij deed ruim 40 jaar de boekingen voor BZN.
Op 25 mei 2007 nam BZN op de radio afscheid met hun laatste radio-optreden bij Daniël Dekker op Radio 2. Ook de televisie volgde het afscheid van BZN. Vanaf februari 2007 werd een soap van de band uitgezonden, getiteld Adieu BZN. Gemiddeld keken er ongeveer 1 miljoen kijkers volgens de Stichting KijkOnderzoek. Een dag voor het allerlaatste concert in Ahoy Rotterdam zond de TROS De historie van BZN uit. In een uur tijd werd het geheim onthuld van ruim veertig jaar palingsound. Op de dag van het afscheidsconcert werd een zes uur durende BZN Top 100 op Nederland 2 uitgezonden. Deze Top 100 was eerder al uitgezonden voor het 40-jarig jubileum van BZN en in maart 2008 als vijfdelige cd-box BZN Top 100 uitgegeven.
De afscheidstournee, die uit meer concerten bestond dan gebruikelijk, was een groot succes. Bijna alle zalen waren ruim van tevoren uitverkocht en er werden extra concerten bijgeboekt. In totaal bezochten ongeveer 200.000 mensen de Final Tour.
Het afscheidsconcert vond plaats op zaterdagavond 16 juni 2007 in evenementenhal Ahoy te Rotterdam, live uitgezonden door de TROS. De registratie werd met 22 camera's gedaan en duurde bijna drie uur lang. Gemiddeld bekeken 1.613.000 mensen dit afscheidsconcert volgens de Stichting KijkOnderzoek (het laatste half uur kijkcijfers boven de 2,5 miljoen). Van dit laatste optreden is een live registratie gemaakt op dvd en cd. Een dag voor de release verkreeg deze al de gouden status. Het stond enkele weken op nummer 1.

### 2007-2024
Op 4 januari 2008 werd bekend dat het afscheidsconcert van BZN een van de 15 genomineerden was voor "Hét televisiemoment van 2007".
In 2008, 2009 en 2012 werden reünie-fandagen georganiseerd, waarbij de ex-bandleden ook verschenen. De laatste fandag werd op 14 juni 2015 gehouden, waarbij drie albums werden gepresenteerd. Dit waren de box Complete BZN en de dubbel-cd It happened 50 years ago! Ook is er aan de aanwezige fans het album Forgotten memories gepresenteerd met 15 nummers. Negen van deze tracks zijn ook terechtgekomen op de box Complete BZN, zoals de demo van Mon amour (gezongen door Maribelle), de single I'm a lucky son, Down the drain, My world is empty en de opnamen die zijn gemaakt voor televisie-specials. Maar de opnamen van een aantal televisietunes staan exclusief op het album Forgotten memories. Dit album was alleen verkrijgbaar tijdens de laatste fandag.
65 liedjes van BZN kwamen in de Volendammer Top 1000 terecht, een hitlijst die in 2013 werd samengesteld door een groot aantal lokale radio- en televisiestations in Noord-Holland.

### 2025-heden
In juli 2025 kondigde BZN aan terug te zijn geweest in de studio voor een nieuwe single met de titel Thanks for being with us those years als dank voor hun fans. Ook werd er een driedubbele lp en cd-box aangekondigd met alle 55 top 40-hits. De single wordt op 29 augustus 2025 uitgebracht. Tevens zal de single live gespeeld worden tijdens de fandag 2 november 2025 in Volendam. De aanleiding is dat BZN in 2025 zestig jaar bestaat, ondanks dat de band in 2007 officieel stopte. Door toevallige ontmoetingen werden de plannen voor een fandag en een single nieuw leven ingeblazen.

### Onderscheidingen
BZN is meermalen onderscheiden voor zijn verdienste voor de Nederlandse popmuziek, onder andere met een Edison (2001). Enkele andere prijzen van hen zijn: de Veronica Top 40 Award (1976 en 1980), Gouden Tulp (1979), Gouden Harp (1983), Gulden Vedel (1987), Veronica Award (1983, 1984, 1988, 1989, 1991 en 1992) en Lifetime Achievement Award (2000). Ook hebben Keizer (1997), Smit, Veerman, Tuijp en Plat (allen 2005) een koninklijke onderscheiding ontvangen.
In 1985 kreeg BZN de Firato-Award, wat betekende dat de groepsleden de meest populaire artiest van Nederland in dat jaar waren. In 1988 en 1990 kreeg de band deze prijs opnieuw.

### Typisch BZN
Typerend voor de groep was dat zij elk jaar een album uitbrachten dat met uitgekiende promotie werd gepresenteerd. Het werd dikwijls gepromoot met een in het buitenland opgenomen special. De keuze viel op onder andere Canada, Marokko, Maleisië, Spanje, Kenia, Griekenland en Zuid-Afrika. Later het jaar volgde een tournee, meestal vijftig tot honderd concerten in zalen en hallen door het hele land. Tijdens de tours werd voornamelijk eigen repertoire gespeeld met nadruk op het nieuwe album, aangevuld met covers. Zanger Jan Keizer deed daarnaast nog een zogenaamde 'funny act'; zoals een imitatie van Agnetha van ABBA, Meat Loaf, Tina Turner of Nana Mouskouri, een Supremes-act of een Arabische act. Zanger Jan Keizer zelf: "Als ik Carola was, zou ik nooit naast zo'n idioot willen staan." Ook was het gebruikelijk dat drummer Jack Veerman bij elk concert een minutenlange drumsolo had. BZN was de eerste groep of artiest in Nederland die dergelijke specials en theatertournees startte.
Typerend voor BZN was dat ze sinds de jaren 80 vóór elk optreden door manager Dick de Boer van huis werden afgehaald met een grote Amerikaan (waarin plaats is voor 7 personen) en naar de plaats van bestemming werden gereden.

## Vertolkingen van individuele leden
Naast solocarrières van leadzangers Jan Keizer, Anny Schilder en Carola Smit (kortstondig), gingen ook individuele bandleden verder met het vertolken van het repertoire.

### BZN'66 Reunion Band (1997-2018)
In 1997 richtte Jan Veerman samen met Cees en Thomas Tol, Jaap Sombroek en Evert Woestenburg de BZN'66 Reunion Band op. Aanleiding hiervoor was het Goud van Oud-festival in Monnickendam. Omdat de bassist in BZN nog nooit gewisseld was, werd hiervoor de 'vreemde' Mike Kamp uit Edam gevraagd. In 2000 werd ook Anny Schilder bij de band gevraagd. Zij doet echter niet aan elk optreden mee.
Ondertussen zijn diverse bandleden van het eerste uur alweer gestopt. Mike Kamp werd opgevolgd door Johan te Riele, Jaap Sombroek door Klaas Tuijp en Evert Woestenburg door Peter Schilder. In 2013 moest Cees Tol vanwege gezondheidsproblemen ook de band vaarwel zeggen. Van de zeven bandleden die sindsdien nog optraden, hadden er vier (Jan Veerman, Anny Schilder en de gebroeders Tol) daadwerkelijk in BZN gezeten. BZN'66 is eind 2018 gestopt en treedt niet meer op. Drummer Klaas Tuijp   (Kappie) uit Volendam is 19 januari 2024 op 71-jarige leeftijd overleden. Tuijp maakte ook deel uit van succesvolle bands als Left Side, Canyon, Stampvast en BZN’66. Op zaterdag 14 juni werd bekend dat zanger Jan Veerman op 76-jarige leeftijd is overleden.

### Mon Amour(2007-2018)
Tributeband die in 2007 opgericht is door BZN-drummer Veerman na het stoppen van BZN. Deze band moet het live BZN-geluid levend te houden. Zij spelen BZN-covers, maar publiceren ook nieuw materiaal. De single Let’s forgive and forget was een kleine hit in 2008. Een nieuw album, A matter of time werd op 19 oktober 2010 uitgebracht. In de theaterseizoenen 2014/2015 tot en met 2017/2018 trad de band op in het kader van 50 jaar Palingsound met de hoogtepunten van dit repertoire waarbij live synchroon en lipsync de nummers gebracht worden. Op 4 september 2017 kwam de band met het persbericht dat Veerman wilde stoppen. De overige bandleden wilden niet verder zonder Veerman waarmee na theaterseizoen 2017/2018 Mon Amour is gestopt.

### JanenAnny(2009-2019)
Naar aanleiding van de tachtigste verjaardag van Mies Bouwman in 2009 traden Jan Keizer en Anny Schilder voor het eerst sinds 25 jaar weer samen op. Mon Amour werd ten gehore gebracht. Op 30 december 2009 werd dit uitgezonden door de AVRO. De reacties in de zaal waren zo positief dat het duo besloot vaker op te treden, wat resulteerde in de single Take me to Ibiza (2010), dat een top-3 hit werd in de Single Top 100. Van het eveneens in 2010 verschenen album Together again werd het eerste exemplaar overhandigd door Bouwman. Een paar minuten later al overhandigde Meneer Wijdbeens (André van Duin) een gouden plaat. In december 2019 stonden ze voor het laatst samen op het podium.

## Conflict
Bij haar bestaan had de band het imago van een hardwerkende, brave groep vrienden. De vuile was werd veertig jaar lang binnengehouden. Het enige smetje op dit beeld was de ruzieachtige sfeer met oud-zangeres Anny Schilder, die kort na haar vertrek in 1984 ontstond.
Na het afscheid van BZN in 2007 kwamen de eerste verhalen naar buiten dat niet alles was wat het leek. Anny onthulde haar verhaal, waarbij onder andere duidelijk werd dat ze kort na een bevalling, met een postnatale depressie, min of meer werd gedwongen het drukke tourschema aan te houden. Ook bleek dat de manager haar verbood te scheiden van haar echtgenoot zolang ze in de band zat. Diezelfde manager eiste van de bandleden dat contacten met Anny werden verbroken nadat zij uit BZN stapte.
"We begonnen ooit als vrienden en gingen ook als vrienden uit elkaar" werd bij het afscheid gemeld. Ook dit bleek achteraf niet waar te zijn. Er waren verscheidene karakterbotsingen en enkele bandleden mochten elkaar een stuk minder goed.
Na de oprichting van het duo Jan en Anny ontstond er verwarring. Drie voormalige bandleden gaven aan "in hoge mate verbaasd" te zijn. In het televisieprogramma Fans! richtten enkele fans zich woedend op Jan Keizer. Keizer reageerde later in diverse media door te zeggen dat hij om de fans "keihard moest lachen" en zei over de fans dat ze een "tekort aan hersencellen" hebben. Het duo moest onder politiebegeleiding optreden, maar enkele dagen later boden twee fans hun excuses aan.

## Discografie
Hieronder worden de bestverkochte Nederlandse en Belgische albums en singles genoemd. Voor een uitgebreider overzicht waaronder speciale uitgaves en buitenlandse uitgaves, zie Discografie van BZN.

### Albums
| Album met eventuele hitnotering(en) in de Nederlandse Album Top 100 | Datum van verschijnen | Datum van binnenkomst | Hoogste positie | Aantal weken | Opmerkingen |
| ------------------------------------------------------------------- | --------------------- | --------------------- | --------------- | ------------ | --- |
| The Bastard                                                         | 1971                  |                       |                 |              | |
| Greatest Hits                                                       | 1973                  |                       |                 |              | |
| Making a Name                                                       | 1977                  | 13-08-1977            | 4               | 15           | Platina |
| You're Welcome                                                      | 1978                  | 03-06-1978            | 2               | 17           | Platina |
| Summer Fantasy                                                      | 1979                  | 09-06-1979            | 12              | 27           | Platina |
| The best of BZN                                                     | 1979                  |                       |                 |              | |
| Grootste Hits                                                       | 1980                  | 15-03-1980            | 1(9wk)          | 25           | Platina & Platina muziekcassette |
| Green Valleys                                                       | 1980                  | 06-09-1980            | 2               | 16           | Platina |
| In The Beginning 1967-1970'                                         | 1980                  |                       |                 |              | |
| Friends                                                             | 1981                  | 26-09-1981            | 3               | 24           | Platina |
| We wish you a merry Christmas                                       | 1981                  | 05-12-1981            | 4               | 7            | Platina / #1 in de TV LP Top 15 |
| Pictures of Moments                                                 | 1982                  | 16-10-1982            | 3               | 17           | Platina |
| The best of BZN                                                     | 1982                  |                       |                 |              | |
| 28 Golden Hits                                                      | 1983                  | -                     |                 |              | Platina / #1 in de TV LP Top 15 |
| Desire                                                              | 1983                  | 15-10-1983            | 2               | 19           | Platina |
| Falling in love                                                     | 1984                  |                       |                 |              | |
| Reflections                                                         | 1984                  | 20-10-1984            | 5               | 29           | Platina |
| Collection                                                          | 1984                  |                       |                 |              | Box bevat de volgende albums: You're Welcome!, Summer Fantasy en Green Valleys                                                               |
| Maid of the Mist                                                    | 1985                  | 19-10-1985            | 5               | 21           | Platina |
| Christmas with BZN                                                  | 1985                  | 14-12-1985            | 5               | 6            | Platina |
| Our Pleasure                                                        | 1985                  |                       |                 |              | |
| Heartbreaker                                                        | 1986                  | 11-10-1986            | 3               | 19           | Platina |
| The Most Beautiful Love Songs                                       | 1986                  |                       |                 |              | |
| BZN live-20 jaar                                                    | 1987                  | 04-04-1987            | 5               | 25           | Platina |
| Visions                                                             | 1987                  | 17-10-1987            | 2               | 30           | Dubbel platina |
| Making A Name / Greatest Hits                                       | 1987                  |                       |                 |              | 2 albums op 1 CD |
| Endless Dream                                                       | 1988                  | 08-10-1988            | 2               | 29           | Platina |
| Crystal gazer                                                       | 1989                  | 14-10-1989            | 2               | 25           | Platina |
| Bells of Christmas                                                  | 23-11-1989            | 09-12-1989            | 9               | 9            | Goud |
| Memories'                                                           | 1989                  |                       |                 |              | ' |
| Horizon                                                             | 1990                  | 13-10-1990            | 3               | 26           | Platina |
| Congratulations                                                     | 16-09-1991            | 12-10-1991            | 6               | 22           | Platina |
| Celebration                                                         | 1991                  |                       |                 |              | Wehkamp Uitgave |
| Hits van BZN                                                        | 1991                  |                       |                 |              | Prijzenslag uitgave (uitgebracht in 2 uitvoeringen)                                                                                          |
| Rhythm of my Heart                                                  | 28-09-1992            | 10-10-1992            | 3               | 18           | Platina |
| Mon Amour                                                           | 1992                  |                       |                 |              | Trekpleister uitgave |
| Gold                                                                | 05-04-1993            | 24-04-1993            | 1(3wk)          | 29           | Platina |
| Sweet Dreams                                                        | 18-10-1993            | 30-10-1993            | 3               | 24           | Platina |
| Serenade                                                            | 03-10-1994            | 15-10-1994            | 4               | 27           | Platina |
| Summer Holiday                                                      | 1995                  | 01-07-1995            | 4               | 15           | Beperkte oplage |
| Round the Fire                                                      | 02-10-1995            | 21-10-1995            | 6               | 27           | Platina |
| Good for gold                                                       | 1995                  |                       |                 |              | |
| Mon Amour                                                           | 1995                  |                       |                 |              | Disky uitgave |
| A Symphonic Night I                                                 | 30-09-1996            | 12-10-1996            | 2               | 42           | Dubbel platina |
| 2 For 1 - Crystal Gazer + Endless Dream                             | 1996                  |                       |                 |              | |
| Pearls                                                              | 29-09-1997            | 11-10-1997            | 3               | 27           | Platina |
| Viva El BZN                                                         | 1997                  |                       |                 |              | Wehkamp uitgave |
| A Symphonic Night II                                                | 28-09-1998            | 10-10-1998            | 3               | 19           | Platina |
| El Cordobes                                                         | 1998                  |                       |                 |              | |
| The best days of my life                                            | 27-09-1999            | 02-10-1999            | 11              | 22           | Goud |
| 2 For 1 - Christmas With BZN + Bells Of Christmas                   | 1999                  |                       |                 |              | |
| Gold & More                                                         | 25-09-2000            | 07-10-2000            | 25              | 12           | Beperkte oplage |
| More Gold                                                           | 25-09-2000            | 21-10-2000            | 86              | 2            | |
| Out in the Blue                                                     | 26-02-2001            | 03-03-2001            | 2               | 34           | Platina |
| Mon Amour (Hit Expresse)                                            | 2002                  |                       |                 |              | |
| Tequila Sunset                                                      | 30-09-2002            | 12-10-2002            | 5               | 16           | Goud |
| Leef je Leven                                                       | 29-09-2003            | 04-10-2003            | 6               | 20           | Goud |
| Die mooie tijd                                                      | 25-02-2005            | 05-03-2005            | 5               | 19           | |
| Album Collectie                                                     | 2005                  |                       |                 |              | Box bevat de volgende albums: Green Valleys, Reflections, Endless Dream, Rhythm Of My Heart en Round The Fire                                |
| The Singles Collection 1965-2005                                    | 21-10-2005            | 29-10-2005            | 6               | 51           | Platina |
| Het Mooiste van                                                     | 06-10-2006            |                       |                 |              | |
| Adieu BZN – The Last Concert                                        | 13-07-2007            | 21-07-2007            | 1(3wk)          | 31           | Goud |
| BZN Top 100                                                         | 01-03-2008            | 09-08-2008            | 11              | 8            | In juni 2013 als 100X opnieuw uitgebracht |
| Auf Deutch                                                          | 17-06-2012            |                       |                 |              | Mini album met 9 nummers Duitstalig gezongen                                                                                                 |
| 100X                                                                | 10-06-2013            | 15-06-2013            | 88              | 2            | In 2008 als BZN top 100 uitgebracht |
| Forgotten memories                                                  | 14-06-2015            |                       |                 |              | met nooit eerder uitgebrachte nummers en door fans veel gezochte rariteiten en speciale opnamen. Alleen tijdens de laatste fandag uitgegeven |
| Complete BZN                                                        | 19-06-2015            | 27-06-2015            | 29              | 2            | Cd-box in een oplage van 1200 stuks, met de 26 studioalbums en een bonusdisc met door fans veel gezochte rariteiten en speciale opnamen      |
| It happened 50 years ago                                            | 19-06-2015            | 27-06-2015            | 21              | 8            | Grootste hits met drie nooit eerder uitgebrachte nummers.                                                                                    |
| 2 For 1 - A Symphonic Night + A Symphonic Night II                  | 04-03-2016            |                       |                 |              | |
| The Golden years of Dutch pop music                                 | 05-08-2016            |                       |                 |              | Dubbel-cd met A&B Sides And More - 1968-1976                                                                                                 |
| Favorieten Expres                                                   | 27-04-2018            |                       |                 |              | |
| Golden Years                                                        | 07-08-2020            |                       |                 |              | Uitgebracht als dubbel LP (Coloured Vinyl)                                                                                                   |
| The Very Best Of BZN                                                | 21-04-2023            |                       |                 |              | Uitgebracht als dubbel LP |

### Singles
| Single met eventuele hitnotering(en) in de Nederlandse Top 40 | Datum van verschijnen | Datum van binnenkomst | Hoogste positie | Aantal weken | Opmerkingen                                     |
| ------------------------------------------------------------- | --------------------- | --------------------- | --------------- | ------------ | ----------------------------------------------- |
| Maybe someday                                                 | 1968                  | 20-04-1968            | tip2            | -            | Eerste Red Bullet-opname                        |
| Waiting for you                                               | 1968                  | 05-10-1968            | 24              | 8            |                                                 |
| Everyday I have to cry                                        | 1969                  | 15-02-1969            | 17              | 6            |                                                 |
| Gonna take my mind off Maria                                  | 1969                  | 28-06-1969            | tip9            | -            |                                                 |
| Mother can you see me                                         | 1969                  | 22-11-1969            | tip3            | -            |                                                 |
| This is what I feel                                           | 1970                  | 05-09-1970            | tip24           | -            |                                                 |
| Rock and roll woman                                           | 1971                  |                       |                 |              |                                                 |
| Bad bad woman                                                 | 1971                  | 25-09-1971            | 16              | 6            | #15 in de Daverende Dertig                      |
| I can't see                                                   | 1972                  | 25-03-1972            | tip3            | -            |                                                 |
| Riding on                                                     | 1972                  |                       |                 |              |                                                 |
| Rolling around the band                                       | 1973                  | 10-03-1973            | 20              | 4            | #19 in de Daverende Dertig                      |
| Sweet silver Anny                                             | 1973                  | 06-10-1973            | 16              | 5            | #15 in de Daverende Dertig                      |
| Barber's rock                                                 | 1974                  | 02-03-1974            | 19              | 4            | #26 in de Daverende Dertig                      |
| Love me like a lion                                           | 1974                  | 10-08-1974            | 23              | 4            |                                                 |
| Goodbye Sue                                                   | 1975                  | 31-05-1975            | 21              | 4            | #19 in de Nationale Hitparade                   |
| Djadja                                                        | 1976                  | 31-01-1976            | tip6            | -            |                                                 |
| Mon amour                                                     | 1976                  | 18-09-1976            | 1(5wk)          | 14           | Alarmschijf / Goud #1 in de Nationale Hitparade |
| Don't say goodbye                                             | 1977                  | 12-02-1977            | 2               | 10           | #2 in de Nationale Hitparade                    |
| Sevilla                                                       | 1977                  | 09-07-1977            | 4               | 13           | Alarmschijf #4 in de Nationale Hitparade        |
| The clown                                                     | 1977                  | 03-12-1977            | 5               | 10           | #5 in de Nationale Hitparade                    |
| Lady McCorey                                                  | 1978                  | 06-05-1978            | 2               | 13           | #3 in de Nationale Hitparade                    |
| Felicidad                                                     | 1978                  | 02-12-1978            | 7               | 7            | #6 in de Nationale Hitparade                    |
| Oh me oh my                                                   | 1979                  | 28-04-1979            | 12              | 8            | #11 in de Nationale Hitparade                   |
| Marching on                                                   | 1979                  | 08-09-1979            | 8               | 9            | #6 in de Nationale Hitparade                    |
| Pearlydumm                                                    | 1980                  | 16-02-1980            | 1(1wk)          | 12           | #3 in de Nationale Hitparade                    |
| Rockin' the trolls                                            | 1980                  | 23-08-1980            | 4               | 9            | #2 in de Nationale Hitparade                    |
| Chanson d'amour                                               | 1981                  | 11-04-1981            | 3               | 11           | Alarmschijf #3 in de Nationale Hitparade        |
| The old calahan                                               | 1981                  | 15-08-1981            | 4               | 11           | #4 in de Nationale Hitparade                    |
| Blue eyes                                                     | 1982                  | 15-05-1982            | 5               | 9            | #3 in de Nationale Hitparade                    |
| Twilight                                                      | 1982                  | 11-09-1982            | 5               | 8            | #3 in de Nationale Hitparade                    |
| Put on your make up                                           | 1982                  |                       |                 |              | Deze single is teruggetrokken uit de winkels.   |
| Just an illusion                                              | 1983                  | 12-03-1983            | 3               | 9            | Alarmschijf #4 in de Nationale Hitparade        |
| Le légionnaire                                                | 1983                  | 17-09-1983            | 6               | 8            | Alarmschijf #4 in de Nationale Hitparade        |
| If I say the words                                            | 1984                  | 07-04-1984            | 4               | 8            | #4 in de Nationale Hitparade                    |
| La saison française                                           | 1984                  | 22-09-1984            | 12              | 7            | 8 in de Nationale Hitparade                     |
| The summertime                                                | 1985                  | 27-04-1985            | 6               | 9            | #6 in de Nationale Hitparade                    |
| Run away home                                                 | 1985                  | 21-09-1985            | 15              | 6            | #15 in de Nationale Hitparade                   |
| Waltzing Maria                                                | 1986                  | 19-04-1986            | 27              | 5            | #18 in de Nationale Hitparade                   |
| La France                                                     | 1986                  | 30-08-1986            | 12              | 7            | #11 in de Nationale Hitparade                   |
| Amore                                                         | 1987                  | 26-09-1987            | 6               | 7            | #7 in de Nationale Hitparade Top 100            |
| La différence                                                 | 1988                  | 30-04-1988            | 22              | 4            | #22 in de Nationale Hitparade Top 100           |
| La primavera                                                  | 1988                  | 10-09-1988            | 17              | 6            | #18 in de Nationale Hitparade Top 100           |
| Wheels on fire                                                | 1988                  | 19-11-1988            | 23              | 5            | #17 in de Nationale Hitparade Top 100           |
| El Cordobes                                                   | 1989                  | 20-05-1989            | 13              | 6            | #11 in de Nationale Hitparade Top 100           |
| If I had only a chance                                        | 1989                  | 09-09-1989            | 12              | 7            | #8 in de Nationale Hitparade Top 100            |
| Help me                                                       | 1990                  | 05-05-1990            | 14              | 6            | #13 in de Nationale Top 100                     |
| Yeppa                                                         | 1990                  | 01-09-1990            | 12              | 7            | #9 in de Nationale Top 100                      |
| Over the hills                                                | 1990                  | 10-11-1990            | 30              | 3            | #25 in de Nationale Top 100                     |
| It happened 25 years ago                                      | 1991                  | 31-08-1991            | 8               | 8            | #8 in de Nationale Top 100                      |
| Che Sarà                                                      | 1992                  | 05-09-1992            | 10              | 8            | #9 in de Nationale Top 100                      |
| My number one                                                 | 1993                  | 03-04-1993            | 13              | 8            | #13 in de Mega Top 50                           |
| Desanya                                                       | 1993                  | 25-09-1993            | 19              | 5            | #15 in de Mega Top 50                           |
| Quiéreme mucho (mi amor)                                      | 1994                  | 05-03-1994            | 36              | 3            | #27 in de Mega Top 50                           |
| Banjo man                                                     | 1994                  | 03-09-1994            | 6               | 10           | #7 in de Mega Top 50                            |
| Santo Domingo                                                 | 1995                  | 23-09-1995            | 17              | 4            | #11 in de Mega Top 50                           |
| Sing of love and faith (live)                                 | 1996                  | 31-08-1996            | 19              | 6            | #20 in de Mega Top 50                           |
| Mama (live)                                                   | 1996                  | 23-11-1996            | 12              | 7            | #12 in de Mega Top 50, ft. Jantje Smit          |
| La spagnola (live)                                            | 1997                  | 29-03-1997            | 31              | 3            | #33 in de Mega Top 100                          |
| Wedding bells                                                 | 25-08-1997            | 13-09-1997            | 6               | 7            | #8 in de Mega Top 100                           |
| Mother                                                        | 17-11-1997            | 06-12-1997            | 22              | 3            | #33 in de Mega Top 100                          |
| The gypsy music                                               | 23-03-1998            | 11-04-1998            | 29              | 3            | #49 in de Mega Top 100                          |
| Mexican night (live)                                          | 31-08-1998            | 19-09-1998            | 19              | 3            | #18 in de Mega Top 100                          |
| Don't give up, don't give in (live)                           | 09-11-1998            | 21-11-1998            | tip7            | -            | #49 in de Mega Top 100                          |
| Baby voulez-vous?                                             | 16-08-1999            | 28-08-1999            | tip15           | -            | #39 in de Mega Top 100                          |
| Isles of Atlantis                                             | 29-11-1999            | -                     |                 |              | #68 in de Mega Top 100                          |
| Keep smiling                                                  | 2001                  |                       |                 |              |                                                 |
| Where the nightingales sing                                   | 26-02-2001            | 10-03-2001            | 18              | 3            | #8 in de Mega Top 100                           |
| Will there be a time                                          | 02-09-2002            | -                     |                 |              | #39 in de Mega Top 100                          |
| De zon, de zee                                                | 25-08-2003            | -                     |                 |              | #20 in de Mega Top 50                           |
| The hitmedley                                                 | 07-10-2005            | 29-10-2005            | tip18           | -            | #15 in de Single Top 100                        |
| Goodbye                                                       | 13-04-2007            | 28-04-2007            | 22              | 4            | #6 in de Single Top 100                         |
| I'm a lucky son                                               | 25-05-2015            |                       |                 |              |                                                 |
| Banjo man (live version)                                      | 2022                  |                       |                 |              | Als vinylsingle                                 |
| Sommer sommer                                                 | 2022                  |                       |                 |              | Als vinylsingle                                 |
| Waanzin                                                       | 2022                  |                       |                 |              | Als vinylsingle                                 |
| Like flying                                                   | 01-03-2023            |                       |                 |              | Als vinylsingle                                 |
| Life ain't easy                                               | 15-03-2023            |                       |                 |              | Als vinylsingle                                 |

| Single met hitnotering(en) in de Vlaamse Ultratop 50 | Datum van verschijnen | Datum van binnenkomst | Hoogste positie | Aantal weken | Opmerkingen |
| ---------------------------------------------------- | --------------------- | --------------------- | --------------- | ------------ | ----------- |
| Bad bad woman                                        | 1971                  | -                     |                 |              |             |
| Rolling around the band                              | 1973                  | 24-03-1973*           | 27              | 1            |             |
| Sweet silver Anny                                    | 1973                  | 03-11-1973*           | 22              | 3            |             |
| Barber's rock                                        | 1974                  | -                     |                 |              |             |
| Love me like a lion                                  | 1974                  | -                     |                 |              |             |
| Goodbye Sue                                          | 1975                  | -                     |                 |              |             |
| Mon amour                                            | 1976                  | 16-10-1976*           | 1               | 8            |             |
| Don't say goodbye                                    | 1977                  | 19-02-1977*           | 3               | 10           |             |
| Sevilla                                              | 1977                  | 23-07-1977*           | 5               | 10           |             |
| The clown                                            | 1977                  | 24-12-1977*           | 7               | 7            |             |
| Lady McCorey                                         | 1978                  | 20-05-1978*           | 5               | 11           |             |
| Felicidad                                            | 1978                  | 23-12-1978*           | 14              | 7            |             |
| Oh me oh my                                          | 1979                  | 12-05-1979*           | 16              | 3            |             |
| Marching on                                          | 1979                  | 29-09-1979*           | 15              | 3            |             |
| Pearlydumm                                           | 1980                  | 08-03-1980*           | 8               | 8            |             |
| Rockin' the trolls                                   | 1980                  | 13-09-1980*           | 5               | 10           |             |
| Chanson d'amour                                      | 1981                  | 25-04-1981*           | 9               | 9            |             |
| The old Calahan                                      | 1981                  | 19-09-1981*           | 19              | 4            |             |
| Blue eyes                                            | 1982                  | 05-06-1982*           | 7               | 7            |             |
| Twilight                                             | 1982                  | 09-10-1982*           | 19              | 3            |             |
| Just an illusion                                     | 1983                  | 26-03-1983*           | 9               | 7            |             |
| Le legionairre                                       | 1983                  | 19-03-1983*           | 19              | 3            |             |
| If I say the words                                   | 1984                  | 21-04-1984*           | 15              | 7            |             |
| The summertime                                       | 1985                  | 01-06-1985*           | 22              | 1            |             |

Gegevens uit de Belgische BRTtop30*, voorloper van de Ultratop50

### NPO Radio 2 Top 2000
| Nummers met noteringen in de NPO Radio 2 Top 2000 | '99  | '00 | '01 | '02 | '03  | '04  | '05  | '06  | '07  | '08  | '09  | '10  | '11  | '12  | '13  | '14  |
| ------------------------------------------------- | ---- | --- | --- | --- | ---- | ---- | ---- | ---- | ---- | ---- | ---- | ---- | ---- | ---- | ---- | ---- |
| Just an illusion                                  | -    | -   | -   | -   | 1351 | 1026 | 719  | 747  | 496  | 760  | 1348 | 1624 | 1847 | -    | -    | -    |
| Mon amour                                         | 607  | 384 | 857 | 844 | 974  | 630  | 373  | 443  | 317  | 435  | 850  | 913  | 1305 | 1502 | 1583 | 1628 |
| Pearlydumm                                        | 1498 | -   | -   | -   | -    | -    | 1826 | 1462 | 929  | 1703 | -    | -    | -    | -    | -    | -    |
| Sweet silver Anny                                 | -    | -   | -   | -   | -    | -    | 1901 | 1725 | 1513 | 1917 | -    | -    | -    | -    | -    | -    |

1. ↑  Een '-' betekent dat het nummer niet was genoteerd en een vetgedrukt getal geeft de hoogste notering van een nummer aan.
2. ↑  Deze tabel is bijgewerkt tot en met de meest recente editie (2024).

### Dvd's
| Dvd's met hitnoteringen in de DVD Top 30 | Datum van verschijnen | Datum van binnenkomst | Hoogste positie | Aantal weken | Opmerkingen |
| ---------------------------------------- | --------------------- | --------------------- | --------------- | ------------ | ----------- |
| Tequila sunset                           | 2002                  | 14-12-2002            | 9               | 7            |             |
| A symphonic Night 1 & 2                  | 2003                  | 31-05-2003            | 9               | 12           |             |
| Leef je leven                            | 2004                  | 07-02-2004            | 25              | 1            |             |
| Die mooie tijd - BZN in Zuid-Afrika      | 2005                  | 21-05-2005            | 6               | 9            |             |
| The singles collection 1965-2005         | 2006                  | 01-04-2006            | 1(3wk)          | 53           |             |
| De mooiste muziek specials               | 2006                  | 09-12-2006            | 2               | 44           |             |
| Adieu BZN - The last concert             | 2007                  | 28-07-2007            | 1(2wk)          | 20           |             |